# Buxus retusa
Buxus retusa är en buxbomsväxtart som beskrevs av Müll. Arg. Buxus retusa ingår i släktet buxbomar, och familjen buxbomsväxter. Inga underarter finns listade i Catalogue of Life.